# Tuxentius hesperis
Tuxentius hesperis is een vlinder uit de familie van de Lycaenidae. De wetenschappelijke naam van de soort is voor het eerst geldig gepubliceerd in 1976 door Vári. De soort komt voor in Zuid-Afrika.